# Simón Pereyns

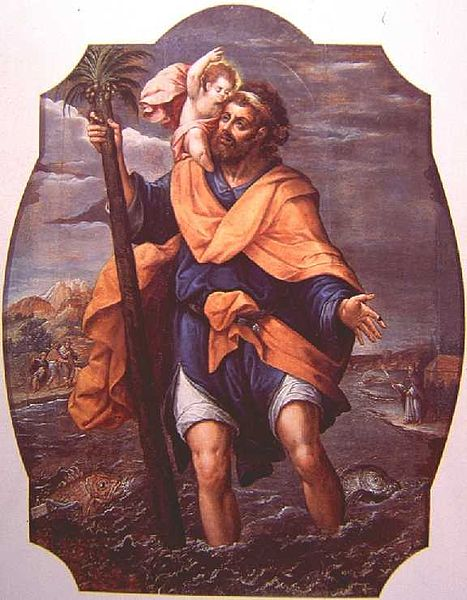
San Cristóbal, catedral de México. Obra de Simon Pereyns, 1588.

Simón Pereyns (Amberes circa 1530 - Ciudad de México, 1589) fue un pintor flamenco. Sus Padres fueron Fero Pereyns y Constanza de Lira.

## Biografía
Se trasladó a Lisboa, Portugal en 1558 a probar suerte y trabajó alrededor de 9 meses en el taller de un pintor de nombre desconocido. Con la idea de hacer fortuna, partió a Toledo, España, donde residía la corte del Rey Felipe II en ese momento y más tarde se mudó a Madrid, donde el Rey estableció su residencia definitiva. Es probable que en la corte conociera a personas relacionadas con la política de ultramar como Gastón de Peralta, Marqués de Falces, quien fue nombrado Virrey de la Nueva España. En  1566 invitado por el Virrey, se embarcó hacia México llegando a San Juan de Ulúa el 17 de septiembre de 1566. La situación en Nueva España era delicada pero gracias a su amistad con el Marqués de Falces, comenzó a trabajar en el Palacio de Virreyes pintando escenas de batallas. Así se estableció y ganó fama como pintor de numerosos trabajos, la mayoría de los cuales no han sobrevivido. 

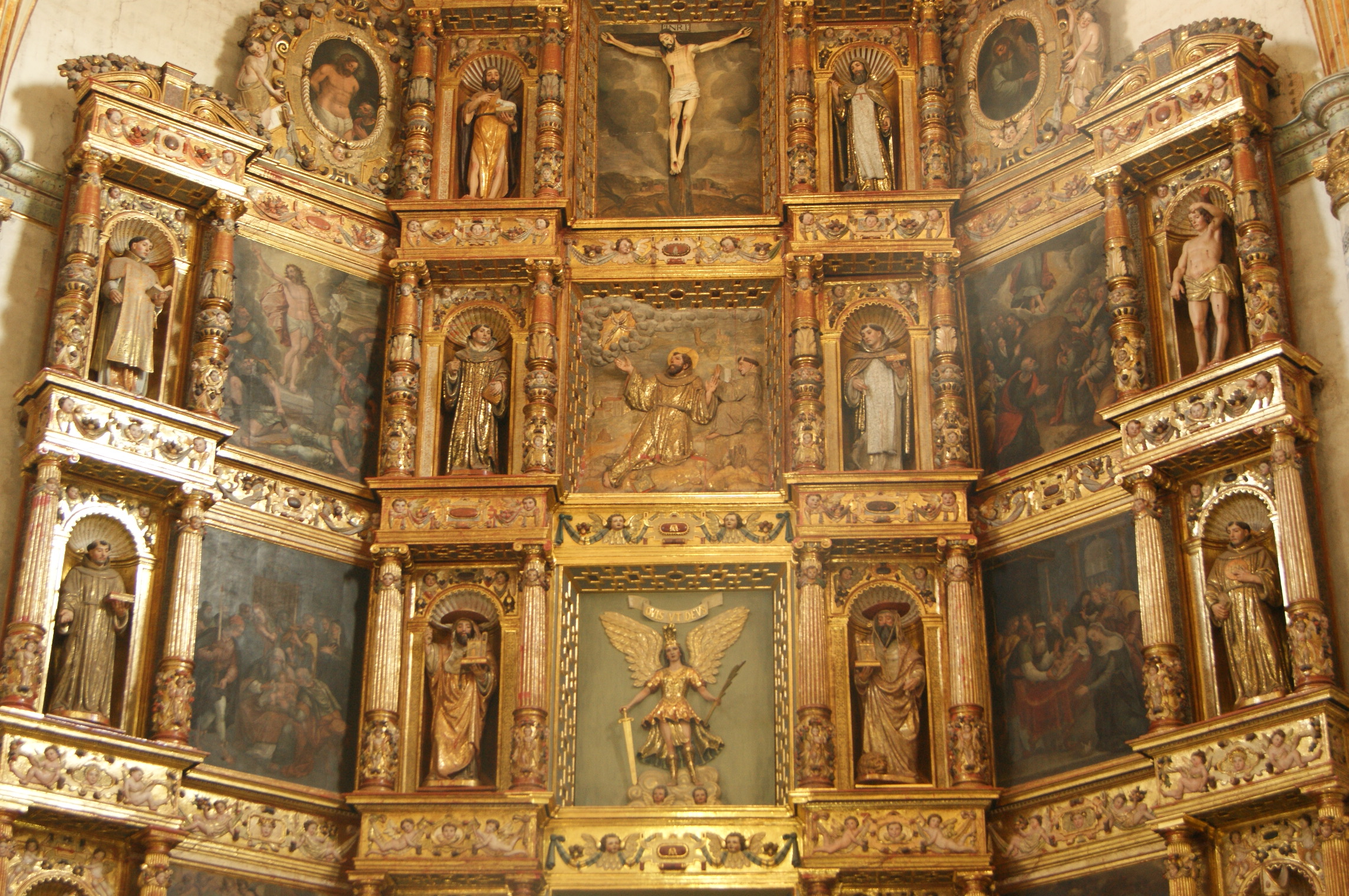
Detalle del Retablo del Convento franciscano de Huejotzingo, con pinturas de Simón Pereyns.

Una de sus obras más importantes fue la del retablo el convento franciscano de Huejotzingo en Puebla, uno de los monasterios situados en las laderas del Popocatépetl, en el que colaboró con Andrés de la Concha. Entre sus obras sobrevivientes se destaca un San Cristóbal que se halla en la Catedral de México.
Su trabajo más importante fue probablemente el de la Virgen del Perdón que formaba la pieza central del retablo del Perdón en la Catedral Metropolitana de la Ciudad de México. Esta obra, junto con el altar, fue destruida por un incendio en 1967. La tradición reúne un conjunto de leyendas en torno a esta pintura perdida. Según una de ellas, el altar habría recibido el nombre de Altar del Perdón porque Pereyns, mientras estaba preso acusado de blasfemia, pintó una hermosa imagen de la Virgen María quien le habría procurado el perdón por su delito que al poco tiempo obtuvo. La evidencia documental muestra que Pereyns habría pintado una Virgen de los Remedios (que la tradición mencionada convirtió en Virgen del Perdón), siendo esta el precio que como multa debió pagar a la Inquisición para lograr su absolución y posterior liberación, luego de que confesara ser culpable de blasfemia tras ser sometido a tortura. 

## Obras
- Retablo de Tepeaca.
- Retablo de Mixquic.
- El retablo de Malinalco y Oculián.
- Virgen con el Niño, Santa Ana y San José. Conocida como "La Virgen del Perdón".
- Retablo de Huejotzingo.